# Witalij Kondrut
Witalij Kondrut (ukrainisch Віталій Кондрут; * 15. Februar 1984 in Dschankoj) ist ein ehemaliger ukrainischer Bahn- und Straßenradrennfahrer.
Witalij Kondrut gewann 2002 bei den Junioren-Bahnradeuropameisterschaften in Fiorenzuola d’Arda jeweils Silber in der Einerverfolgung und im Punktefahren. Im Jahr darauf wurde er in Büttgen Europameister in der Mannschaftsverfolgung, und er gewann Bronze in der Einerverfolgung. Bei den Juniorenweltmeisterschaften im selben Jahr errang er Silber im Punktefahren.
Auf der Straße wurde Kondrut 2006 ukrainischer Meister im Straßenrennen der U23-Klasse. Er startete auch beim Straßenrennen der Straßen-Radweltmeisterschaften in Salzburg. 2007 gewann er zwei Etappen der Odessa Cycling Week und 2008 La Roue Tourangelle. 2012 beendete er seine Radsport-Laufbahn.

## Erfolge

### Bahn
2001
- Junioren-Europameisterschaft – Punktefahren, Einerverfolgung

2002
- Junioren-Weltmeisterschaft – Punktefahren
- Junioren-Europameister – Mannschaftsverfolgung (mit Dmytro Grabovskyy, Vadym Matsko und Andriy Buchko)
- Junioren-Europameisterschaft – Einerverfolgung

### Straße
2006
- Ukrainischer Meister – Straßenrennen (U23)

2008
- La Roue Tourangelle

## Teams
- 2007 ISD-Sport Donetsk
- 2008 ISD-Sport Donetsk
- 2009 ISD-Neri
- 2010 ISD-Neri
- 2011 Lampre-ISD
- 2012 Kolss Cycling Team